# جاك هربرت
جاك هربرت (بالبرتغالية: Jack Herbert‏) هو رسام بالرصاص ورسام توضيحي وفنان ورسام كارتون برازيلي، ولد في 28 فبراير 1982 في Bananeiras ‏ في البرازيل.